# Kropa
Kropa je naselje u slovenskoj Općini Radovljici. Kropa se nalazi u pokrajini Gorenjskoj i statističkoj regiji Gorenjskoj. 

## Stanovništvo
Prema popisu stanovništva iz 2002. godine naselje je imalo 839 stanovnika.